# Geologia di Marte
La geologia di Marte, detta anche areologia termine utilizzato anche dalla Areological Society, consiste nello studio scientifico di Marte, delle sue proprietà fisiche, dei suoi rilievi, della sua composizione, della sua storia e di tutti i fenomeni che lo hanno interessato o lo interessano ancora.

## Sonde spaziali
Si tratta di una disciplina relativamente recente, inaugurata il 14 luglio 1965 in occasione del primo sorvolo di Marte da parte della sonda spaziale Mariner 4, che permise di scoprire un pianeta sprovvisto di campo magnetico globale, che presentava crateri da impatto sulla superficie, un'atmosfera tenue, una pressione atmosferica di circa 600 Pa e una temperatura media di 210 K (-63 °C). Con la sonda Mariner 9, il 13 novembre 1971, inizia lo studio sistematico e approfondito di Marte. Il satellite procedette a cartografare la totalità della superficie marziana, con una risoluzione compresa tra 100 m e 1 km per pixel, e rilevò tutte le principali strutture geologiche del pianeta, la sua dicotomia superficiale, i suoi massicci vulcanici e il sistema di canyon della Valles Marineris, che prese appunto il nome dal programma statunitense.
In seguito, il programma Viking alla fine degli anni 1970, il programma Phobos (anni 1980) e le missioni Mars Global Surveyor e Mars Pathfinder degli anni 1990, hanno permesso di affinare le conoscenze su Marte. Gli orbiter Mars Odyssey, Mars Reconnaissance Orbiter e Mars Express, assieme ai rover Spirit e Opportunity e al Phoenix Mars Lander hanno proseguito la ricerca aprendo la strada alle sonde Mars Science Laboratory nel 2012 e alle future missioni ESA Exomars, destinate ad analizzare il suolo marziano con l'obiettivo di individuare eventuali tracce di attività esobiologica passata o presente, e Mars Sample Return, frutto della cooperazione tra NASA ed ESA, con lo scopo di riportare sulla Terra i primi campioni di suolo marziano.
Successivamente il lander della missione spaziale InSight, progettato per lo studio della superficie marziana, è atterrato sulla superficie di Marte, nella regione della Elysium Planitia, il 26 novembre 2018.
La missione includeva la dislocazione di un sismometro e di un sensore termico, che avrebbe potuto raggiungere una profondità di 5 metri al di sotto della superficie. Obiettivo della missione era effettuare investigazioni sulla struttura interna di Marte, realizzando una mappatura in 3D della struttura interna profonda, allo scopo di ricavare degli indizi sulle fasi più remote della formazione del pianeta.

## Mappa geologica di Marte (2014)
- Mappatura con toponomastica principale

## Fisiografia complessiva
Marte è un pianeta roccioso di tipo terrestre e nel corso del tempo è pertanto andato incontro al processo di differenziazione planetaria, che ha dato luogo alla formazione di una crosta superficiale al di sopra del mantello.
Il pianeta presenta pertanto molteplici caratteristiche fisiografiche sulla superficie, che indicano quali processi geologici hanno operato per condurre all'aspetto odierno. Sono identificabili effetti collegati a vulcanismo, tettonica, presenza di acqua, ghiaccio e impatti astronomici.

### Dicotomia degli emisferi

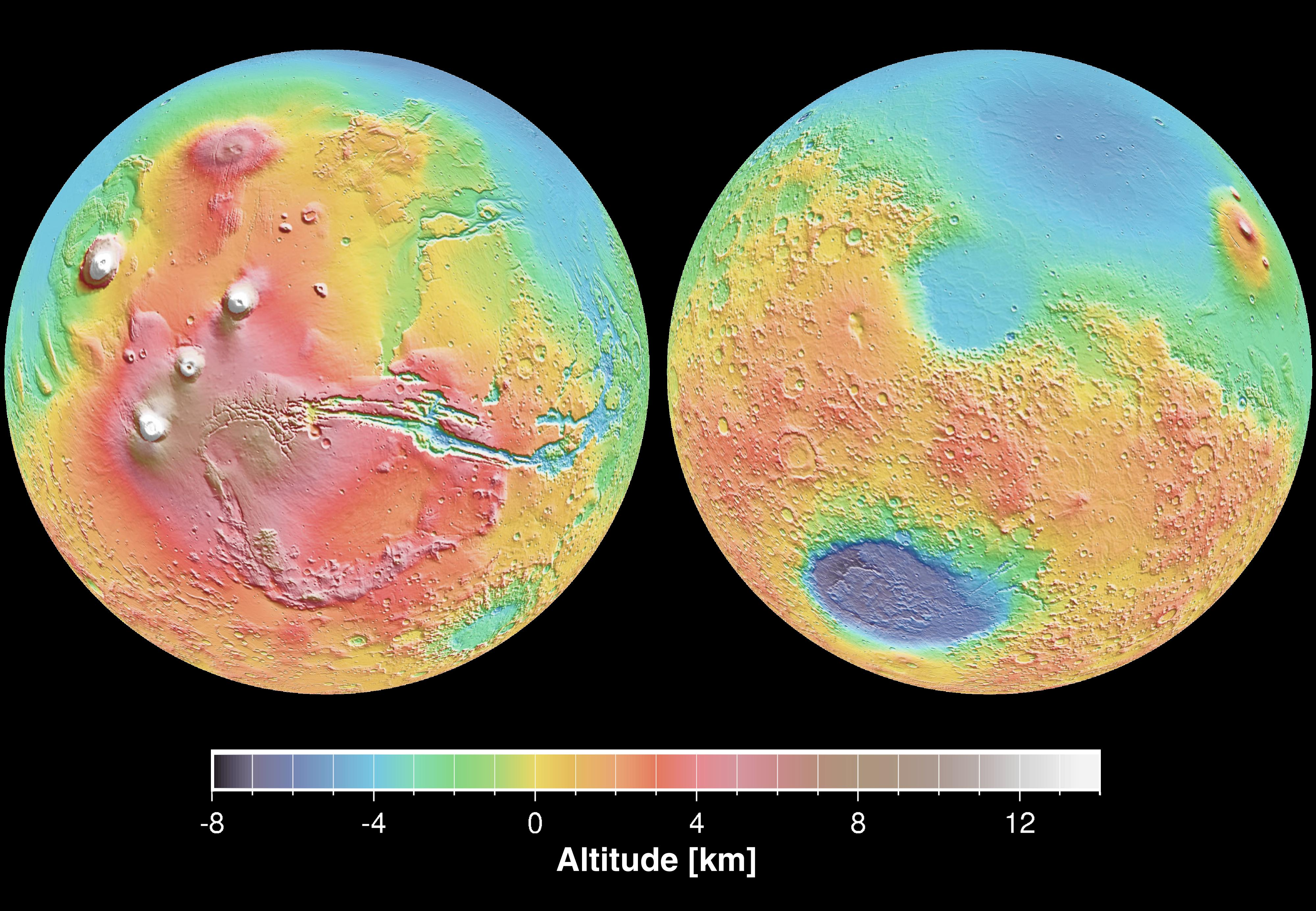
Mappa delle elevazioni dell'emisfero occidentale (a sinistra) e orientale (a destra) di Marte riprese dal Mars Orbital Laser Altimeter (MOLA). L'emisfero occidentale è dominato dalla regione di Tharsis, colorata in rosso/marrone. L'emisfero orientale mostra gli altopiani craterizzati con la Hellas Planitia in blu.

L'emisfero settentrionale e meridionale di Marte differiscono notevolmente per la topografia e la fisiografia. Questa dicotomia rappresenta una importante caratterizzazione geologica del pianeta.
La metà settentrionale presenta una enorme depressione topografica; circa un terzo della superficie è caratterizzata da un'elevazione di 3–6 km inferiore alla maggior parte del territorio meridionale. Questa differenza è paragonabile alla differenza presente sulla Terra tra la parte continentale e i bacini oceanici.
La dicotomia è evidenziata anche dalla differenza nella densità dei crateri da impatto e nello spessore della crosta dei due emisferi. La regione meridionale, chiamata anche zona degli altopiani meridionali, è molto craterizzata e antica, con superfici scoscese che risalgono al periodo detto dell'intenso bombardamento tardivo. La depressione settentrionale presenta pochi grandi crateri, superfici lisce e piatte, indice che è avvenuto un esteso rimodellamento superficiale successivo alla formazione degli altopiani meridionali. Una terza differenza è data dallo spessore crostale; dati topografici e misurazioni di gravità indicano che la crosta degli altopiani meridionali ha uno spessore massimo di 58 km,mentre la crosta nell'emisfero settentrionale ha valori massimi attorno a 32 km.
La localizzazione del confine della dicotomia varia con la latitudine e dipende da quale aspetto della dicotomia è considerato prevalente.
L'origine e l'età della dicotomia emisferica sono ancora dibattute. 
Le ipotesi sull'origine ricadono sostanzialmente in due categorie: secondo la prima, la dicotomia è stata prodotta da un mega evento di impatto o da un numero consistente di grandi impatti fin dall'inizio della storia del pianeta. Questo gruppo di teorie sono chiamate "teorie esogene".
Per la seconda categoria, la dicotomia è stata prodotta da un assottigliamento della crosta nell'emisfero settentrionale causato da convezione, rivolgimenti o altri processi chimici e termici avvenuti nell'intero del pianeta. Queste sono chiamate "teorie endogene".
Uno dei modelli endogeni propone un episodio iniziale di tettonica delle placche che ha prodotto una crosta più sottile nel nord, in modo analogo a quanto avviene nella nostra Terra al margine delle zone divergenti.
Indipendentemente dalla sua origine, la dicotomia marziana appare molto antica. Una nuova teoria basata basta sul "Southern Polar Giant Impact" (Impatto polare gigante meridionale) e convalidata dalla scoperta di dodici allineamenti emisferici, mostra che le teorie esogene appaiono più realistiche di quelle endogene e che Marte non sembra aver mai avuto una tettonica delle placche in grado di modificare la dicotomia.
Misure con altimetri laser e scandagli radar ottenute dalle sonde spaziali in orbita, hanno identificato un vasto numero di strutture a forma di bacino precedentemente non rilevabili nelle immagini visuali. Queste strutture, chiamate "depressioni quasi circolari" ( in inglese abbreviate in QCD, acronimo di quasi-circular depressions) sembrano rappresentare relitti di crateri da impatto risalenti al periodo dell'intenso bombardamento tardivo e che ora sono coperti da una stratificazione di depositi più recenti. L'analisi dei crateri QCD suggerisce che la superficie sottostante dell'emisfero settentrionale ha almeno la stessa età della crosta esposta negli altipiani meridionali. L'età antica della dicotomia pone serie restrizioni alle teorie sulla sua origine.